# تربل
تربل (به آلمانی: Trebel) یک شهر در آلمان است که در نیدرزاکسن واقع شده‌است.

## خصوصیات
تربل ۶۶٫۴۴ کیلومترمربع مساحت دارد ۱۷ متر بالاتر از سطح دریا واقع شده‌است.